# قائمة المواقع والمعالم المصنفة في ولاية بومرداس
هذه قائمة حصرية للمواقع الأثرية و المعالم التاريخية المصنفـــة حسب وزارة الثقافة والاتصال (الجزائر) لولاية بومرداس
| رقم    | اسم                         | وصف | موقع | مدينة | قسم     | الإحداثيات | صورة |
| ------ | --------------------------- | --- | ---- | ----- | ------- | ---------- | ---- |
| 35-001 | برح الترك لبرح البحري بيروز |     |      |       | بومرداس |            | صورة |